# Sarroch
Sarroch és un municipi italià, situat a la regió de Sardenya i a la ciutat metropolitana de Càller. L'any 2004 tenia 5.277 habitants. Es troba a la regió de Sulcis-Iglesiente. Limita amb els municipis d'Assemini, Capoterra, Pula i Villa San Pietro.
Segons l'enciclopèdia en línia "Answers.com", el seu nom podria tenir orígens catalans "Sa Roca" o "S'arroch" (nom també de la ciutat en Sard).

## Administració
| Període | Identitat  | Partit        |
| ------- | ---------- | ------------- |
| 2006-   | Mauro Cois | Llista cívica |